# 曼谷国际贸易展览中心
13°40′9″N 100°36′36″E / 13.66917°N 100.61000°E

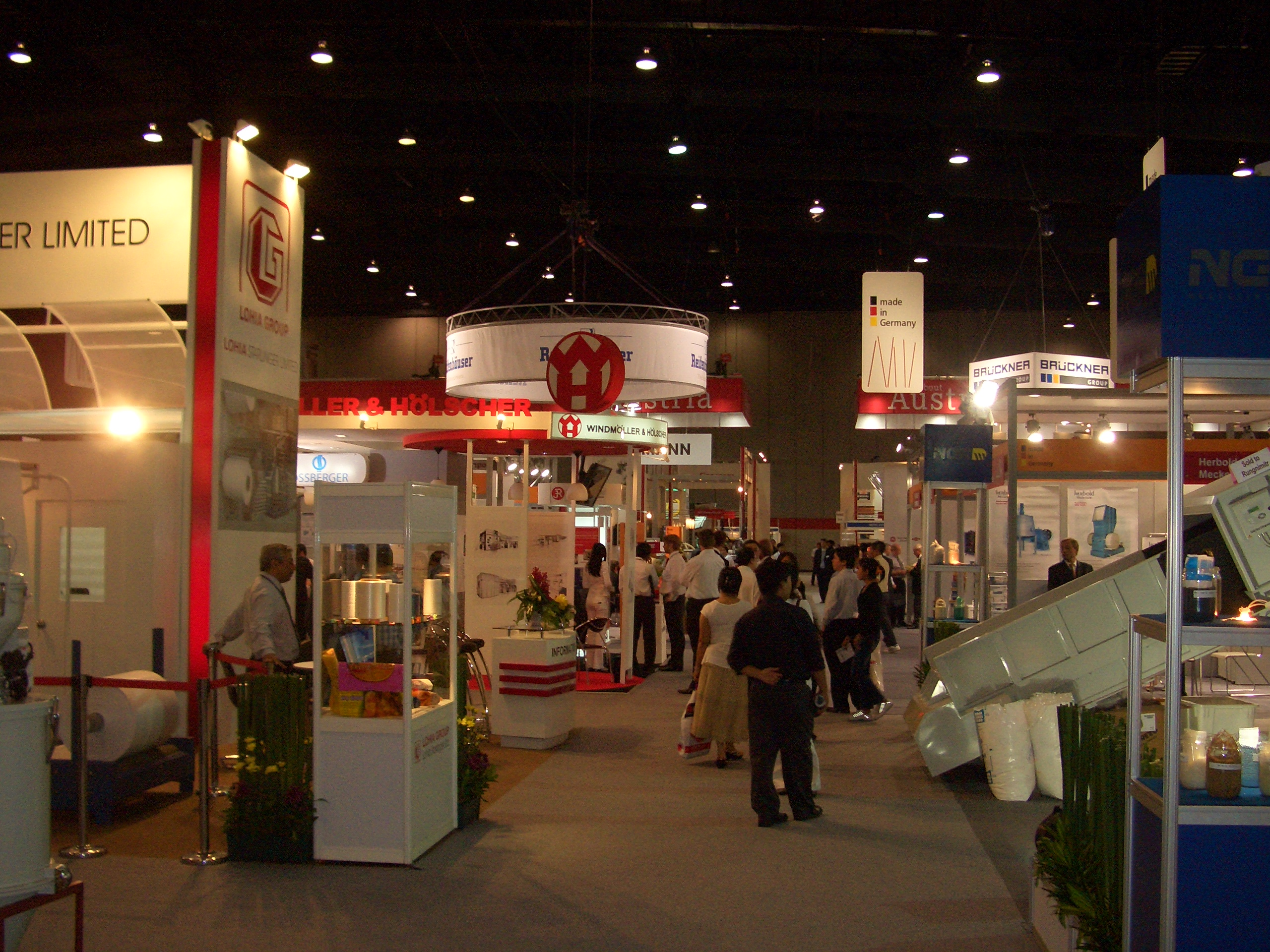
2006 TIPREX at BITEC.

曼谷国际贸易展览中心（Bangkok International Trade and Exhibition Centre，缩写为BITEC）是泰国曼谷挽那縣的一个展览馆。曼谷国际贸易展览中心于1997年开业，总面积为50,400平方米。
曼谷国际贸易展览中心位于挽那公路与素坤逸路交界处。